# Juan Cornet y Prat

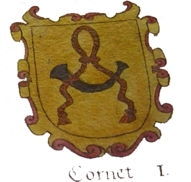
Escudo Familia Cornet

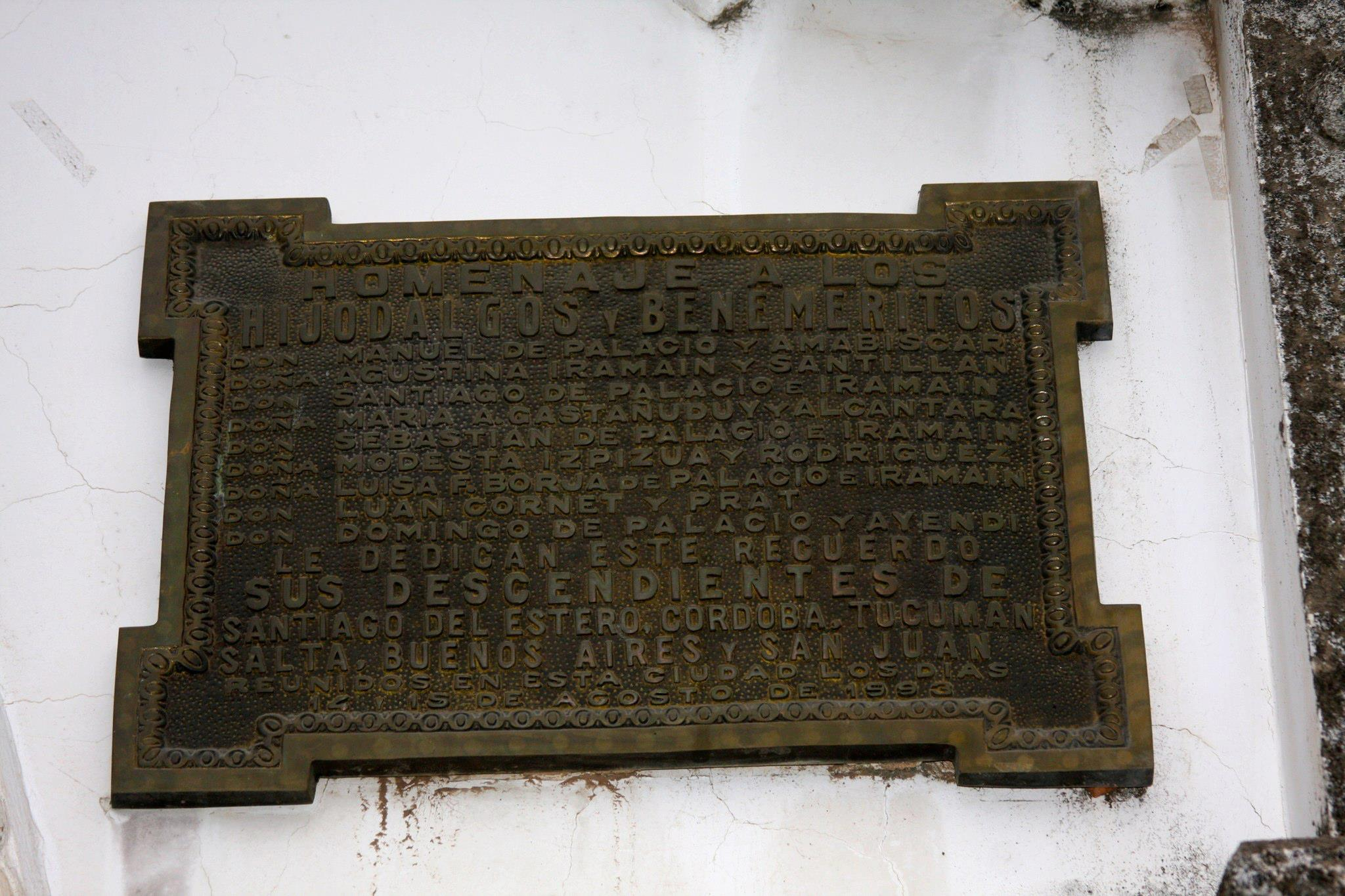
Placa conmemorativa de la Familia Cornet Palacio, Mausoleo Familia Palacio Santillán, Cementerio La Piedad de Santiago del Estero. Su texto es: "Homenaje a los Hijodalgos y Beneméritos Don Manuel de Palacio y Amabiscar, Doña Agustina de Iramain Santillán, Don Santiago de Palacio e Iramain, Doña María Gastañuduy y Alcántara, Don Sebastián de Palacio e Iramain, Doña Modesta Izpizúa y Rodríguez, Doña Luisa Francisca Borja de Palacio e Iramain, Don Juan Cornet y Prat, Don Domingo de Palacio y Ayendi. Le dedican este recuerdo sus descendientes de Santiago del Estero, Córdoba, Tucumán, Salta, Buenos Aires y San Juan, reunidos en esta ciudad los días 14 y 15 de agosto de 1993".

Juan Cornet y Prat, hijo de Antonio Cornet y Fontanillas y de María de Prat, ambos de la villa de Igualada, Barcelona, llegó al Virreinato del Río de la Plata alrededor del año 1790, siendo el primero de ese apellido en esas tierras.

## Trayectoria
La Revista del Instituto Argentino de Ciencias Genealógicas (Buenos Aires 1961) en publicación destinada a “Los hombres de mayo”, dice que este Juán de Cornet y Prat , “vecino y de este comercio”, pertenecía a una familia catalana de importadores de mercaderías en ambas orillas del Plata, emparentado con el famoso y fuerte comerciante de Montevideo, Miguel Antonio Vilardebó.
Peleó en las Invasiones Inglesas en el regimiento de “Miñones”,  que formaron los hijos de Cataluña. Su hermano Salvador se embarcó junto al Almirante Guillermo Brown y murió heroicamente en la batalla del Callao. Juan Cornet y Prat estuvo presente también en las jornadas de mayo, participando del Cabildo Abierto del 22 de mayo de 1810, y fue Regidor y Juez de Policía en Buenos Aires.
Se casó el 24 de noviembre de 1804 en Buenos Aires con la santiagueña Francisca de Borja Palacio Iramain, hija de D. Manuel de Palacio Amabiscar y de su segunda esposa, Da. Agustina de Iramain Santillán, de antiguas y nobles familias descendientes de los primeros conquistadores. De este matrimonio nació Manuel Cornet y Palacio, que vivió en Santiago del Estero y allí casó con Da. Josefa Díaz, hija de Gregorio Antonio Díaz y Juárez Babiano y de Victoria de Suasnabar (Que entronca con Gramajo Saavedra, Paz de Figueroa, Bravo de Zamora, etc., ilustres apellidos de la colonia). Entre otros hijos, nacen de este matrimonio, Ramón Cornet y Díaz, que casa con Lucinda Lascano, con descendencia y en segundas nupcias con Eustaquia Maldonado Urrejola. Otro hijo es el canónigo Gregorio Cornet Díaz, clérigo de la Catedral de Santiago del Estero, la que fundó. Emerenciana, que murió soltera y Manuel Cornet Díaz.
Juan Cornet y Prat tuvo una ilustre descendencia en Argentina, entre ellos su nieto Manuel Cornet Díaz y sus bisnietos Pedro León Cornet Palacio y Rosario Cornet Palacio, esposa de Ramón Gómez, exministro del Interior de Argentina y madre del renombrado pintor Ramón Gómez Cornet.
El apellido Cornet es de origen catalán y sus armas son “En campo de oro, una corneta de azur torneada de plata y ligada de gules”.